# Unitat de mesura inercial

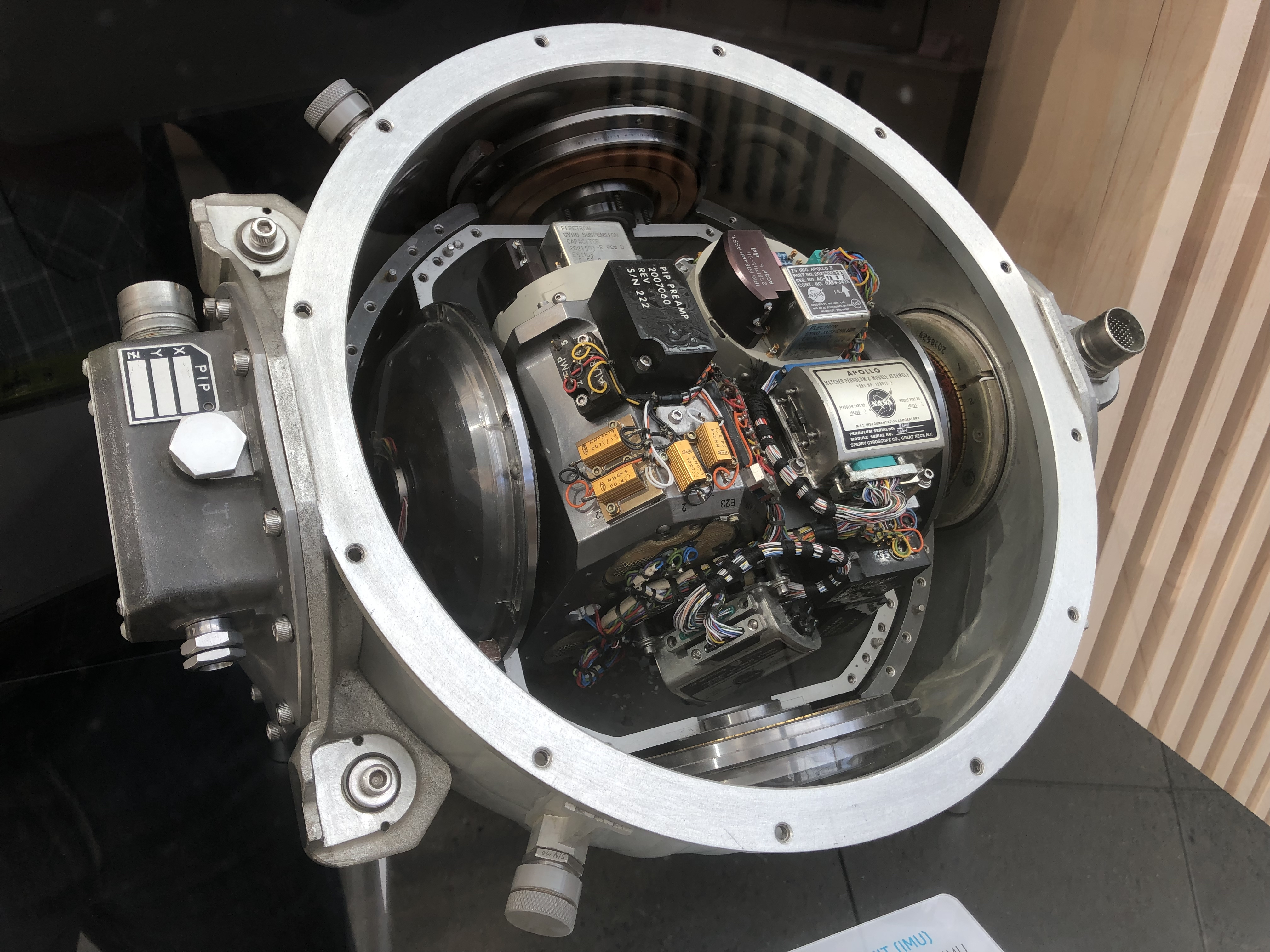
Unitat de mesura inercial emprada en el programa Apollo.

Una unitat de mesura inercial o IMU (de l'anglès inertial measurement unit) és un dispositiu electrònic que mesura i informa sobre la velocitat, orientació i forces gravitacionals d'un aparell, usant una combinació de acceleròmetres i giròscops. Les unitats de mesura inercial són normalment usades per maniobrar avions, incloent-hi vehicles aeris no tripulats, i naus espacials, incloent-hi transbordadors, satèl·lits i mòduls de descens, entre molts altres usos. Recents desenvolupaments en IMUs han permès la producció de dispositius GPS protegits contra la interferència electromagnètica. Un IMU pot ser permetre a un receptor GPS continuar funcionant quan les senyals GPS no estan disponibles, com per exemple dins túnels, edificis, o en presència de interferències electromagnètiques.
La IMU és el component principal dels sistemes de navegació inercial usats en avions, naus espacials, vaixells i  míssils guiats, entre d'altres. En aquest ús, les dades recollides pels sensors d'una IMU permeten a un ordinador seguir la posició de l'aparell, usant un mètode conegut com a navegació per estima.

## Principis de funcionament

Una unitat de mesura inercial funciona, en part, detectant els canvis en el capcineig (pitch), el alabeig (roll) i la guinyada (Yaw).

Una IMU funciona detectant l'actual taxa d'acceleració usant un o més acceleròmetres, i detecta els canvis en atributs rotacionals com ara capcineig, alabeig i guinyada usant un o més giròscops. Per IMU, ens referim normalment a un conjunt de 3 giròscops ortogonals que mesuren els canvis rotacionals i 3 acceleròmetres també ortogonals que mesuren els canvis en velocitat lineal.

## Usos

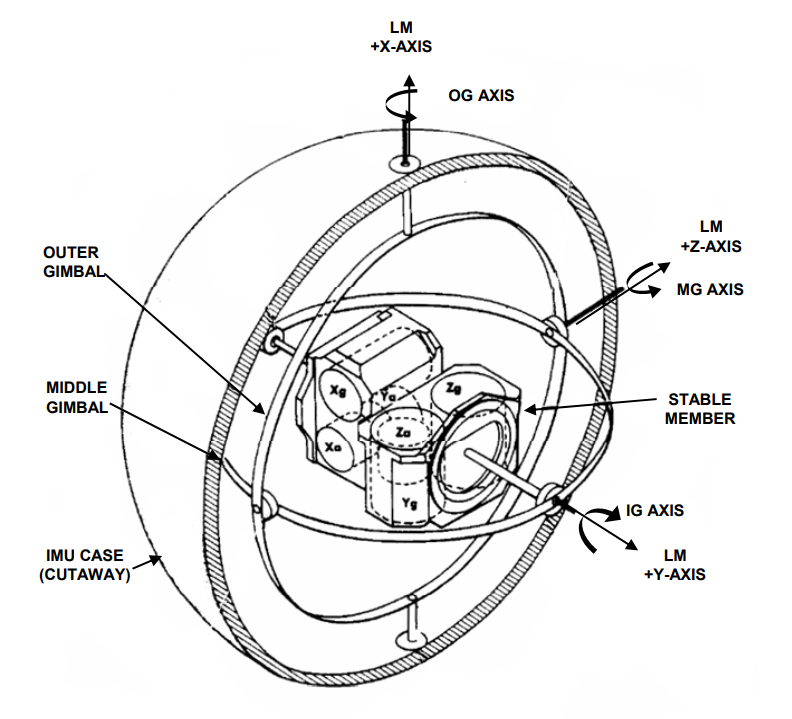
Apollo IMU, on giròscops integradors de referència inercial (IRIGs,Xg,Yg,Zg) mesuren canvis d'orientació, i acceleròmetres integradors de pols pendulars (PIPAs,Xa,Ya,Za) mesuren canvis de velocitat

Els IMUs són especialment útils en sistemes de navegació. Són components essencials per als sistemes de guia inercial d'avions, vaixells, míssils, submarins i satèl·lits. En vehicles terrestres poden ser combinats amb GPS i Tacòmetres a les rodes per millorar la informació disponible del vehicle, especialment útil en l'anàlisi d'accidents de trànsit.
A part de les aplicacions en navegació, els IMUs són també presents en una gran varietat de productes com a sensors de orientació. Guairebé tots els  smartphones i les tablets n'incorporen com a sensor d'orientació. Braçalets electrònics i altres productes electrònics esportius poden usar IMUs per mesurar moviments particulars com córrer o remar. Videoconsoles com la Nintendo Wii i la Nintendo Switch contenen IMUs als controladors per detectar moviment i gestos. El vehicle personal Segway està dissenyat al voltant d'un IMU que el permet mantenir-se erigit.

### En la navegació

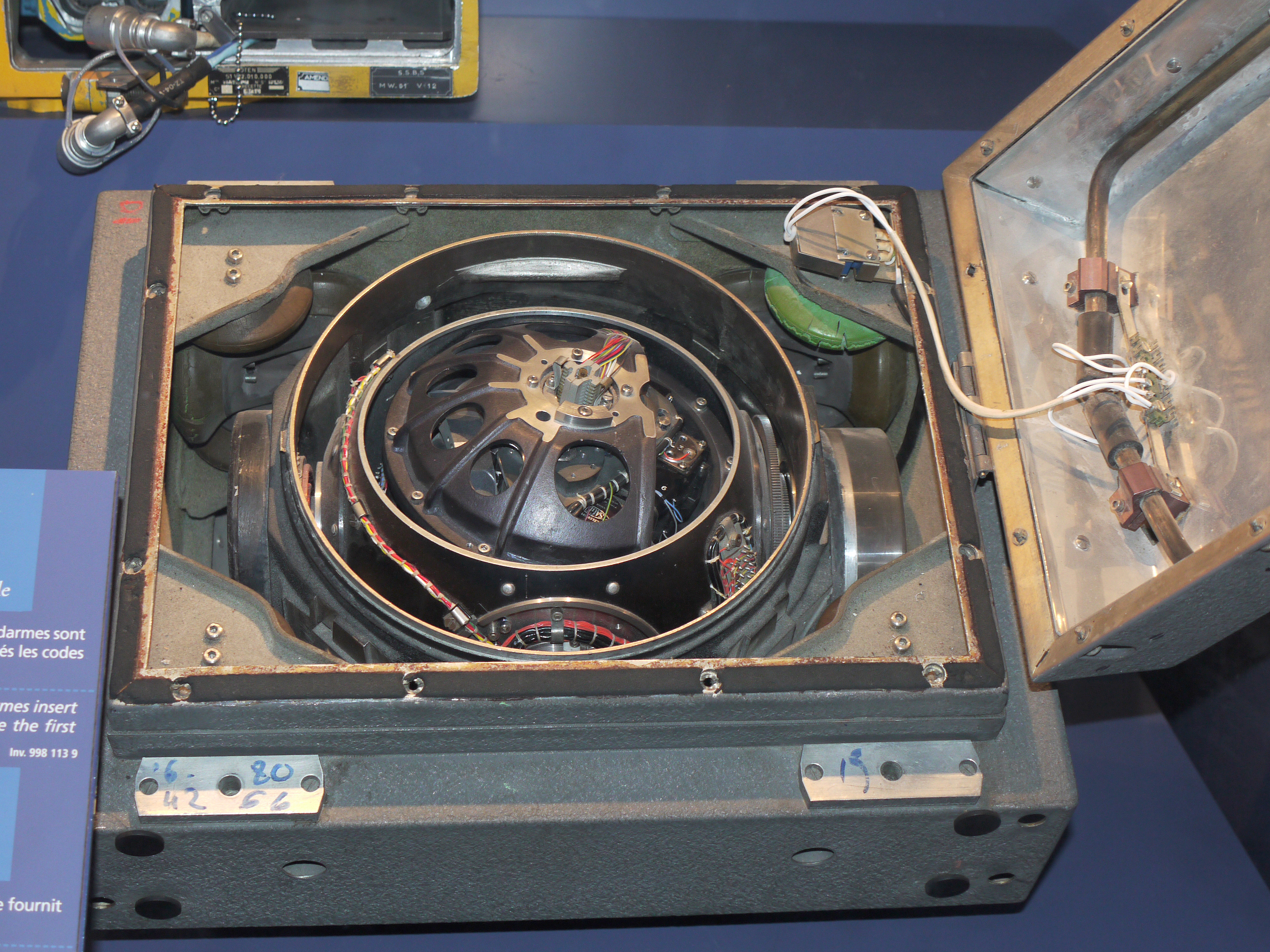
Unitat de navegació inercial del IRBM S3 francès.

En un sistema de navegació inercial, les dades donades per la IMU són processades en un ordinador per calcular la seva orientació, velocitats lineal i angular, i posició actual respecte un sistema de referència global.
Una implementació típica coneguda com a "Strap Down Inertial System" integra la velocitat angular per calcular la posició angular. Junt amb el vector de gravetat mesurat pels acceleròmetres i un filtre de Kalman es pot estimar llavors l'orientació. Aquesta estimació s'usa llavors per transformar mesures angulars a un Sistema de referència inercial, on poden ser integrades per aconseguir la velocitat lineal, i una altra vegada per la posició.
Per exemple, si una IMU instal·lada en un aeroplà informarà que l'aparell va viatjar cap a l'oest per una hora a una velocitat mitjana de 804 quilòmetres per hora, l'ordinador de guiatge podria deduir que l'avió hauria d'estar a 804 quilòmetres a l'oest de la seva posició inicial. Si estigués combinada amb un sistema computaritzat de mapes, el sistema de guia pot emprar aquest mètode per mostrar al pilot on està localitzat geogràficament l'avió, de manera similar al sistema de navegació GPS - però sense la necessitat de comunicar-se amb components externs, com ara satèl·lits. Aquest mètode de navegació és anomenat navegació per estima.
Una de les primeres unitats va ser construïda per la Ford Instrument Company per les Forces Aèries dels Estats Units d'Amèrica per ajudar a avions a navegar sense ajudes externes. Anomenat Ground-Position Indicator (Indicador de posició geogràfica), després d'introduir la latitud i longitud abans de l'enlairament, mostrava al pilot la latitud i longitud respecte al terra.
Sistemes de posicionament com el GPS poden ser utilitzats per la correcció continua d'errors de deriva de l'IMU (una aplicació del filtre de Kalman).

### Desavantatges
Una de les grans desavantatges d'usar IMU per a la navegació és que aquestes normalment són afectades per un error acumulatiu, incloent-hi l'error Abbe. Com que el sistema de guia està constantment integrant els canvis detectats a les posicions prèviament calculades (vegeu navegació per estima), qualsevol error en el mesurament, per petit que sigui, es van acumulant de punt a punt. Això porta a una 'deriva', o una diferència que augmenta sempre entre on el sistema estima que es troba localitzat i la seva posició real.
Per exemple, si a un individu li fossin embenats els ulls, i després fos mogut en una sèrie de direccions, i després se li preguntés on ell pensa que es troba, només seria capaç d'estimar la seva posició final. Com més el movem, més inexacta serà la seva estimació d'on es troba finalment. Les IMU treballen d'una manera similar a com els éssers humans detecten el moviment, i encara que són considerablement més exactes que els éssers humans, estan lluny de ser perfectes i els seus errors s'acumulen de forma similar.
Les IMU normalment són només un dels components d'un sistema de navegació. Altres sistemes són usats per corregir les imprecisions que les IMU pateixen invariablement, com ara GPS, sensors de gravetat (per la vertical local), sensors de velocitat externs (per compensar la deriva per velocitat), sistemes baromètrics per a la correcció de l'altitud i compàsos magnètics.

## Construcció
El terme IMU és usat àmpliament per referir-se a una caixa que conté tres acceleròmetres i tres giròscops. Els acceleròmetres està col·locats de manera que els seus eixos de mesura són ortogonals entre si. Mesuren l'acceleració inercial, també coneguda com a Força G.
Els tres giroscopis estan col·locats en un patró ortogonal similar, mesurant la posició rotacional en referència a un sistema de coordenades seleccionat de forma arbitrària.

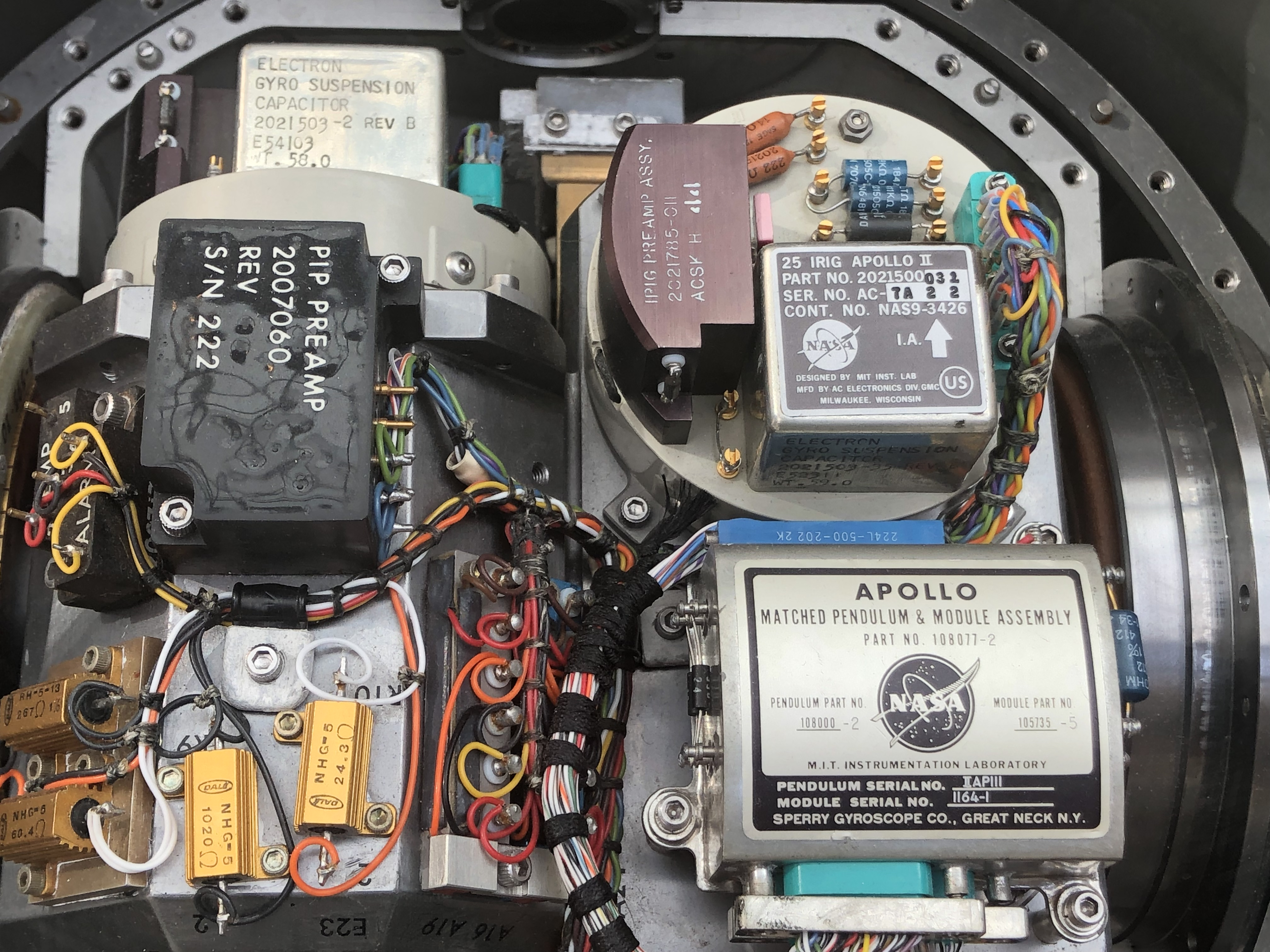
Apollo IMU

High performance IMUs, or IMUs designed to operate under harsh conditions are very often suspended by shock absorbers. These shock absorbers are required to master three effects:
Els IMUs dissenyats per a condicions extremes o d'alt rendiment estàn suspesos en una serie de amortidors que han de complir:
- Reducció d'errors causats per causes mecàniques
- Protegir els sensors de vibracions i cops
- Contenir els moviments paràsits de l'IMU en un rang prou petit perquè el processador els pugui compensar

Per tal de arribar a rendiments alts sota condicions extremes,és necessari compensar tres efectes resultants del amortidors:
- coning: efecte paràsit causat per dues rotacions ortogonals
- sculling: efecte paràsit causat per una acceleració lineal ortogonal a una rotació
- efectes de la acceleració centrifuga

La solució per reduir aquests errors sol ser augmentar les freqüencies de processament, cosa que ha millorat molt en els utims anys degut als avensos en tecnologies digitals. Tot i així, el desenvolupament d'algorismes capaços de compensar-los requereix de coneixements profunds en inércia i disseny de IMUs
D'altra banda, aquestes solucions augmenten el volum i pes dels IMUs, cosa que a vegades es vol evitar.